# American Dragon: Jake Long
American Dragon: Jake Long è una serie animata statunitense ideata da Jeff Goode e prodotta dalla Walt Disney Television Animation, trasmessa in molti paesi del mondo dal canale Disney Channel. La serie, composta da 2 stagioni e 52 episodi in totale, narra le avventure di un tredicenne cinese-americano di nome Jake Long che, come tutti i suoi coetanei, adora i videogames, andare sul suo skateboard ed uscire con gli amici. Jake, però, nasconde un grande segreto: lui è infatti un dragone americano. L'ultimo episodio della serie è stato trasmesso nella sua patria il 1º settembre 2007.
In Italia è stata trasmessa su Disney Channel dal 17 gennaio 2005.

## Trama
Jake Long è un tredicenne nordamericano di origini cinesi che vive a New York con la sua famiglia. Come i suoi coetanei, Jake ama andare in skateboard, giocare ai videogiochi e uscire con gli amici. Però, il ragazzo nasconde un segreto: è infatti il primo dragone (tra l'altro long, in cinese, significa proprio "dragone") nato su suolo americano. Jake viene segretamente addestrato dal nonno (di nome Lao Shi), anche lui un potente dragone. Il compito di Jake è, precisamente, proteggere le creature magiche e mistiche che vivono a New York e negli USA, dai Gargoyle dell'Empire State Building fino ai Troll delle fogne, poiché tutti questi sono braccati continuamente da una setta chiamata "I Cacciatori", il cui fine è sterminare ogni creatura magica.
Se per Jake essere il primo Dragone Americano rappresenta una sfida molto ardua, essere un teenager ed un dragone allo stesso tempo lo è ancora di più. Jake è osservato dal Professor Rotwood, un brusco dirigente scolastico che, inoltre, come raccontato nella seconda serie, crede fermamente nell'esistenza delle creature magiche e sospetta che Jake sia una di loro. Fortunatamente, quest'ultimo può contare sui suoi amici: Trixie, una ragazzina nera molto attiva, il cui sogno è diventare medico, e Spud, un ragazzo a prima vista non molto sveglio, ma che riesce a stupire tutti con le sue citazioni filosofiche: dimostrerà durante la serie di essere molto intelligente, di molto al di sopra della media, ma solo un po' svogliato. Jake è, inoltre, innamorato di Rose che è anche, a insaputa di tutti, un membro della setta dei Cacciatori: è nata infatti, come tutti i suoi confratelli, con un tatuaggio a forma di dragone sul braccio, ed è per tal motivo destinata alla soppressione coatta dell'intera specie magica.
Tra problemi adolescenziali, professori rompiscatole e prime cotte, il dragone americano non ha un attimo di respiro. Quando Jake e Rose scopriranno vicendevolmente i propri retroscena, la ragazza, a sua volta di lui innamorata, deciderà di tradire il destino al quale è stata votata. Purtroppo, fare il doppio gioco non risulta facile e Rose viene scoperta dai suoi confratelli: Jake, mediante un potente artificio magico, per amore di Rose cancellerà dalla faccia della Terra e dall'intero corso della Storia la setta dei Cacciatori.

## Produzione
La prima serie, come successo poi alcuni anni dopo con Phineas e Ferb, è stata trasmessa simultaneamente in tutti i paesi aventi Disney Channel, ossia durante il mese di gennaio. Ha riscosso molto successo, tanto che la Disney ha deciso di rinnovare la serie per una seconda stagione.
Per la seconda stagione, il direttore non è stato Jeff Goode. Inizialmente doveva essere Steve Loter, che aveva diretto la serie Kim Possible, terminata con il film conclusivo Kim Possible - La sfida finale, tuttavia poiché a Kim Possible fu concessa una nuova serie, Steve Loter ha dovuto abbandonare il ruolo di direttore di American Dragon. L'incarico è stato quindi affidato a Nick Filippi, che aveva diretto alcuni episodi di Kim Possible.
La seconda stagione, partita regolarmente negli USA il 10 giugno 2006, presenta uno stile dell'animazione quasi completamente diverso. I design dei personaggi sono molto differenti da com'erano nella prima serie. Le opinioni dei fan, anche quelli più fedeli, furono varie: alcuni ritennero che il cartone fosse migliorato in tutti i sensi; altri sostenevano che il nuovo design aveva distrutto la serie. Gli ascolti di American Dragon, in ogni caso, furono medio-alti. Nonostante ciò la produzione della serie si è fermata all'episodio 52, trasmesso il 1º settembre 2007.

## Personaggi

### Personaggi principali
- Jacob Luke "Jake" Long (doppiato in italiano da Gabriele Patriarca): è il protagonista della serie. È un giovane cino-americano che adora passare tutto il tempo davanti ai videogiochi, oppure andando sullo skateboard, o uscendo con i suoi amici anche se ha la voglia di studiare a casa per prendere dei bei voti in tutte le rispettive verifiche e nei compiti in classe a scuola e quelli per casa per essere il primo della classe. Risulta anche essere molto competitivo e presuntuoso, qualità che mostra soprattutto quando è trasformato in drago. Nasconde un grande segreto: Jake è infatti un dragone americano che ha il compito di difendere la gente umana e tutte le creature magiche della sua città. È perdutamente innamorato di Rose anche se, in un primo momento, è all'oscuro che quest'ultima non è altro che la sua acerrima nemica, una cacciatrice di dragoni americani di nome Thorn, ma ora si è fatta amica semplicemente con lo stesso nome. La battuta più ricorrente - che pronuncia in ogni episodio - è "Oh, cavolo".
- Luong Lao Shi, "Nonno" o "Enne" (Giorgio Lopez[3]): è l'addestratore di Jake, nonché suo nonno. Lao ha lottato molto per avere suo nipote come allievo, dal momento che il consiglio dei dragoni non permette ad un maestro di addestrare un suo familiare. È probabilmente questa la ragione per cui è sempre preoccupato per il suo nipote che, in tutta la serie, cercasse di non combinare troppi guai ed è costantemente arrabbiatissimo con il professor Rotwood. Nonostante sia brusco, è orgoglioso di avere un nipote come Jake. Il nonno di Jake possiede un'attività in un quartiere di New York, un piccolo negozio di elettronica, nel quale però non è mai entrato un cliente in tutti i suoi anni di vita. Il luogo viene però usato da Lao e Jake per i loro allenamenti. Il personaggio, soprattutto per via del doppiaggio italiano, ricorda molto il maestro Miyagi della serie di film The Karate Kid.
- Fu Dog (Pietro Ubaldi): è il cane e migliore amico - se non unico - di Lao Shi. Fu è uno Shar Pei di oltre 600 anni che sa parlare e passa molto tempo a fare scommesse. Oltre a ciò è anche esperto nel preparare delle pozioni magiche che tireranno spesso Jake fuori da guai che crea. Nonostante la sua età, è sempre all'ultima moda e frequenta anche molte cagnoline.
- Arthur "Spud" P. Spudinski (Simone Crisari): è il miglior amico di Jake. Non sembra molto sveglio, ma stupisce tutti con le sue citazioni filosofiche; in realtà possiede una grande intelligenza, ma preferisce vivere la vita con leggerezza. Come Jake ama molto andare sullo skateboard.
- Trixie Carter (Alessia Amendola): è l'amica tutto pepe di Jake, sempre pronta ad aiutarlo (e a sfoderare il suo sferzante sarcasmo). Non ha mai visto di buon occhio la relazione che si stava instaurando tra Jake e Rose, ma non perché fosse gelosa, ma perché vide qualcosa in quest'ultima che non la convinceva fino in fondo. Dopo la partenza di Rose, Trixie ha fatto del tutto affinché Jake allacciasse nuovamente i suoi rapporti con la ragazza.
- Rose/Thorn la Cacciatrice (Letizia Scifoni): è la nuova ragazza della scuola. Jake ha una cotta per lei. Rose è però anche un membro della setta dei Cacciatori, infatti ha dalla nascita sul suo polso destro una voglia a forma di drago cinese, il cosiddetto "marchio dei Cacciatori". Durante la prima stagione cercherà di sbarazzare il dragone americano senza sospettare che si tratti di Jake, il compagno di scuola che piano piano è riuscito a conquistare il suo cuore, quando lo scoprirà lascerà la città dopo essersi messa nei panni della sua identità malefica, Thorn. Nella seconda stagione i due si incontreranno nuovamente, e lei comincia ben presto a fare il doppio gioco a favore del dragone per fare in modo che la missione del clan possa fallire e, con la sconfitta di Thorn, Jake farà il possibile per farla tornare dai suoi genitori che forse avrà intenzione di conoscerli.
- Il Cacciatore (Antonio Sanna): è il terribile ed infido capo della setta dei cacciatori. Ha una specie di bastone super-tecnologico che lo rende molto temibile. Indossa anche un elmo che nasconde la sua faccia. Il cacciatore, così come Rose alias Thorn ed il resto della setta, appare nella maggior parte degli episodi. È considerato la quarta vile minaccia della comunità magica. Viene sconfitto nella battaglia finale da Rose, nonostante i piani malefici sventati dal dragone americano Jake.

### Personaggi secondari
- Hans Rotwood (Sergio Lucchetti): è l'insegnante tedesco di mitologia della scuola che frequenta Jake, poi preside della suddetta scuola nella seconda stagione. Indossante un monocolo e dal carattere brusco ma eccentrico, è disposto a tutto pur di provare l'esistenza delle creature magiche per acquistare la fama che, secondo lui, merita. Mentre nella prima stagione rimarrà solo un piccolo sospetto, nella seconda egli scoprirà che Jake è un dragone. È solito punire molto male Jake, con il quale ha un pessimo rapporto e il protagonista lo castiga sempre per il suo comportamentaccio del tutto inappropriato in tutti gli episodi. Quando la preside Derceto lascia la scuola, nella seconda stagione, Rootwood ne prende il posto come nuovo preside. Per i suoi modi di fare eccessivamente troppo bruschi, il personaggio ricorda molto Denzel Crocker dei Due fantagenitori.
- Il Dragone Nero (Alessandro Ballico): è il più cattivo tra tutti i cattivi nel mondo magico. Nessuno sa chi sia o da dove sia arrivato: si sa solo che è stato vinto dalla forza della "magia-nera". In passato, il nonno di Jake affrontò il Dragone Nero e lo sconfisse, ma dopo tanti anni è ritornato per vendicarsi. Pur essendo il più potente e temibile di tutti i cattivi, il Dragone Nero appare solo in due episodi della prima serie - dove viene apparentemente sconfitto una volta per tutte da Jake. In realtà questi è ancora vivo e ritornerà proprio nell'ultimo episodio della serie, dove verrà spedito all'altro mondo da Rose.
- Bradley "Brad" Morton (Davide Perino): uno dei compagni di scuola di Jake. Più grande di lui di due anni, è il classico, ma fallito bullo prepotente, arrogante e troppo stupido che non brilla certo per intelligenza. Tormenta in maniera maleducata Jake e altri studenti, anche se ogni tanto - soprattutto nella prima stagione - lo si vede amichevole nei confronti dello stesso Jake. Dimostra un certo interesse per Rose, sebbene la ragazza non ricambi minimamente.
- Stacey Wintergrin (Barbara Pitotti): appare soltanto nella seconda stagione, è l'avvenente capo delle cheerleader della scuola di Jake. Nonostante la bellezza è decisamente arrogante e presuntuosa, oltre che frivola, ed è il desiderio amoroso di Spud. Nonostante inizialmente lei provi repulsione nei suoi confronti, tanto dall'urlare non appena lo vede, alla fine i due hanno avuto modo di stare insieme.
- Sun Park (Sara Ferranti[4]): è il dragone coreano e istruttrice di Haley nonché buona, gentile e pacifica insegnante di economia domestica di Jake. È un personaggio che appare solo nella seconda stagione. Stando al produttore esecutivo Eddie Guzelian e Matt NeGrate, inizialmente il suo personaggio sarebbe dovuto morire nell'episodio "Homecoming", ma la scena fu tagliata poiché sembrava troppo cruda da trasmettere.[5]
- Numero 88 e Numero 89 (Nanni Baldini e Luigi Ferraro): sono due apprendisti cacciatori che appaiono nella seconda stagione. Decisamente imbranati, vogliono mostrare il contrario a tutti i loro compagni e, ovviamente, al Cacciatore, il quale stranamente talvolta sembra credere in loro. Anche se può sembrare incredibile, si impauriscono terribilmente alla vista dei dragoni. I due sono gli unici sopravvissuti, oltre a Rose, grazie alla scusa trovata nel codice dei cacciatori che non sono membri effettivi dei cacciatori, dopo che Jake espresse il desiderio di fare in modo che il crudele clan dei cacciatori venisse decaduto. Nella gag finale di un episodio si scopre che sono stati assunti perché avevano ucciso alcuni dragoni, un Kraken e altro, ma in un videogioco.
- Jonathan Long (Daniele Formica): è il padre di Jake che però non sa nulla sull'esistenza delle creature magiche, poiché né la moglie né i figli hanno mai avuto il coraggio di rivelarglielo. È una persona normalissima e non sospetta minimamente di avere una famiglia di rettili magici. Nella seconda stagione, Jake rivelerà finalmente al padre che ha un figlio-Dragone, con risultati però misti.
- Susan Long (Giò Giò Rapattoni): è la madre di Jake. Susan è un'organizzatrice di matrimoni. A differenza dei suoi figli, lei non è un dragone perché la magia ha saltato la sua generazione.
- Haley Long (Veronica Puccio): è la sorellina pestifera di Jake. Anche lei, come suo fratello, è un dragone, ma sta ancora sviluppando i poteri. Ad addestrarla ci pensa la sua maestra Sun Park, la quale crede molto nelle capacità della sua allieva. Nonostante spesso vi siano contrasti tra Jake e Haley, quest'ultima sembra essere affascinata da suo fratello.
- Consigliera Chang (Graziella Polesinanti nella prima stagione): è un membro del consiglio dei dragoni. Ne ha fatto parte fino al giorno in cui si è scoperto che la donna lavorava segretamente con il Dragone Nero. Fu così fatta prigioniera, ma nella seconda stagione tornò per far rivivere il suo padrone.
- Eli Excelsior Pandarus (Edoardo Nordio nella prima stagione e Saverio Indrio nella seconda): è un elegante, ma crudele stregone dalle maniere apparentemente gentili. Vorrebbe diventare il più potente e cattivo mago del mondo ma viene sempre sconfitto da Jake.
- Nigel Thrall (Gabriele Lopez): studente inglese che appare nella seconda stagione, è un abile mago giunto nella scuola per un progetto di scambio interculturale che entra in competizione con Jake per la presidenza studentesca. Nonostante l'apparente arroganza, è una persona molto intelligente e dalle maniere generose.
- Bananas B (Stefano Crescentini): è stato un momentaneo sostituto di Fu Dog come animale guardiano di Jake, anche se presto si è rivelato un impostore.

### Personaggi minori e ricorrenti
- Kara e Sara Oracle (Domitilla D'Amico e Letizia Ciampa): sono due gemelle sibille che hanno il potere di vedere il futuro, immediato o lontano che sia. L'unica cosa che le differenzia in questo potere è che Kara vede solo cose positive ma ha una personalità negativa, mentre Sara vede solo cose negative ma ha un carattere positivo. Nella prima stagione hanno entrambe i capelli di colore rosso, mentre nella seconda Sara ha capelli biondi e Kara invece li ha mori.
- Veronica (Elena Liberati): Una donna-ragno per cui Fu ha una enorme cotta. Lavora al Bazar del Mago, situato in una via di New York.
- Silver (Federica De Bortoli nella seconda stagione): è una sirena davvero intelligente, e anche amica di Jake. Silver è stata prigioniera insieme a Jake quando i Cacciatori si stavano preparando per il loro equinozio annuale. Stranamente, nonostante la sua specie, ha una terribile fobia per l'acqua, con Jake che riuscirà a fargliela superare. Nella prima stagione ha i capelli castani e la carnagione chiara mentre nella seconda ha la pelle verde chiara e i capelli celesti.
- Bertha: una gigantessa buona ma decisamente tonta. I suoi piedi emanano una puzza terribilmente tremenda. Anche lei, come Silver, è stata prigioniera insieme a Jake quando i Cacciatori si stavano preparando per il loro equinozio annuale.
- Dolores Derceto (Isabella Pasanisi nella prima stagione e Joyce Leoni nella seconda stagione): generosa e gentile direttrice della scuola di Jake. È paraplegica dovendo dunque utilizzare una sedia a rotelle. Nella seconda stagione Jake pensa sia una creatura magica evasa di prigione, mentre in realtà si verrà a sapere che è una sirena detective. A causa di ciò, lascia la scuola e il suo posto come preside viene preso da Rotwood. Nella prima stagione ha i capelli castani e la pelle chiara mentre nella seconda ha i capelli scuri corti e ha la carnagione grigiastra.
- Consigliere Andam (Massimo Bitossi): Uno dei membri del Consiglio dei Dragoni. Lui è il dragone d'Africa.
- Consigliere Kulde (Pietro Biondi): Uno dei membri del Consiglio dei Dragoni. Lui è il dragone d'Europa.
- Danika Honeycutt: una bella e attraente giovane della scuola di Jake che appare solo nella seconda stagione. Capitano della squadra di nuoto femminile della scuola, è stato un breve interesse amoroso di Jake dopo la partenza di Rose.

## Episodi
| Stagione         | Episodi | 1ª TV originale | 1ª TV Italia |
| ---------------- | ------- | --------------- | ------------ |
| Prima stagione   | 21      | 2005            | 2005         |
| Seconda stagione | 31      | 2006            | 2006         |

## Apparizioni in altri media

### Televisione
- Jake, Spud, Trixie, Lao Shi e Fu Dog sono tutti apparsi nell'episodio Formolomeo, tredicesimo della seconda stagione della serie Lilo & Stitch, che è stato trasmesso negli Stati Uniti il 1º luglio 2005.

### Videogiochi
Sono stati prodotti due videogiochi ispirati allo show, uno per il Nintendo DS e l'altro per il Game Boy Advance.
- Attack of the Dark Dragon (DS) — uscito il 12 ottobre 2006;
- Rise of the Huntsclan (GBA) — uscito il 12 ottobre 2006

## Curiosità
- In Italia, particolarmente su Disney Channel e nelle varie pubblicità, Jake viene spesso chiamato "Jack" e, di conseguenza, il titolo del cartone animato diventa American Dragon: Jack Long, e questo è errato. Tuttavia nella serie, a volte, i personaggi si riferiscono a Jake chiamandolo "Jack".